# Open Our Eyes
《Open Our Eyes》는 1974년 3월 25일, 컬럼비아 레코드에서 발매된 미국의 밴드 어스, 윈드 & 파이어의 다섯 번째 스튜디오 음반이다.  이 음반은 빌보드 톱 솔 음반 차트에서 1위, 빌보드 200 차트에서 15위까지 올랐다. 《Open Our Eyes》는 미국 음반 산업 협회로부터 플래티넘 인증을 받았다.

## 배경
《Open Our Eyes》는 모리스 화이트와 조 위저트가 프로듀싱하고 미국 콜로라도주 네덜랜드의 카리부 랜치에서 녹음했다. 2001년에 《Open Our Eyes》는 4개의 보너스 트랙과 함께 재발매되었다.
트랙인 〈Mighty Mighty〉는 빌보드 핫 솔 차트에서 4위, 빌보드 핫 100 차트에서 29위로 정점을 찍었다. 〈Kalimba Story〉는 빌보드 핫 솔 송 차트에서 6위에 올랐다. 또 다른 싱글 〈Devotion〉은 빌보드 핫 솔 차트에서 23위, 빌보드 핫 100 차트에서 33위로 정점을 찍었다.

## 평가
| 전문가 평가           | 전문가 평가  |
| 평가 점수             | 평가 점수    |
| 출처                  | 점수         |
| --------------------- | ------------ |
| AllMusic              | [ 10 ]       |
| Billboard             | (favourable) |
| PopMatters            | (favourable) |
| Rolling Stone         | (favorable)  |
| Village Voice         | (A–)         |
| Vibe                  | [ 15 ]       |
| The Times             | (favourable) |
| Tom Hull – on the Web | B+ ()        |

《롤링 스톤》은 《Open Our Eyes》를 "아프리카 문화, 라틴 리듬, 매너 있는 펑크, 스무스 재즈, 슬라이 스톤, 스티비 원더, 피프스 디멘션의 유쾌한 잡곡"이라고 불렀다. 《빌리지 보이스》의 로버트 크리스트가우도 사이드 1을 "매우 유쾌한 놀라움"으로, 사이드 2를 완전한 "투어 데포스"로 묘사했다.
음악 저널리스트 빈스 알레티는 《빌리지 보이스》의 1974년 패즈 & 잡 비평가 투표에서 《Open Our Eyes》를 선정했다.

## 곡 목록
| #  | 제목                   | 작사·작곡                  | 재생 시간 |
| -- | ---------------------- | -------------------------- | --------- |
| 1. | 〈Mighty Mighty〉      | 모리스 화이트, 버딘 화이트 | 3:01      |
| 2. | 〈Devotion〉           | M. 화이트, 필립 베일리     | 4:50      |
| 3. | 〈Fair But So Uncool〉 | 릭 자일스, 찰스 스테프니   | 3:39      |
| 4. | 〈Feelin' Blue〉       | 케니 앨트먼                | 4:28      |
| 5. | 〈Kalimba Story〉      | M. 화이트, V. 화이트       | 4:03      |

| #   | 제목                    | 작사·작곡                   | 재생 시간 |
| --- | ----------------------- | --------------------------- | --------- |
| 6.  | 〈Drum Song〉           | M. 화이트                   | 5:10      |
| 7.  | 〈Tee Nine Chee Bit〉   | M. 화이트, 스테프니, 베일리 | 3:45      |
| 8.  | 〈Spasmodic Movements〉 | 에디 해리스                 | 1:50      |
| 9.  | 〈Rabbit Seed〉         | M. 화이트                   | 0:31      |
| 10. | 〈Caribou〉             | 스테프니, 자일스            | 3:25      |
| 11. | 〈Open Our Eyes〉       | 레온 럼프킨스               | 5:06      |